# Delgertsogt
Delgertsogt (mongoliska: Дэлгэрцогт Сум, Дэлгэрцогт, Delgertsogt Sum) är ett distrikt i Mongoliet.   Det ligger i provinsen Dundgobi, i den centrala delen av landet, 200 km söder om huvudstaden Ulaanbaatar.